# John Schneider
John Richard Schneider (ur. 8 kwietnia 1960 w Mount Kisco w stanie Nowy Jork) – amerykański aktor, muzyk country i kompozytor, kaskader samochodowy, scenarzysta, producent filmowy, reżyser. Najbardziej znany jest z ról: Bo Duke’a w Diukowie Hazzardu (1979–1985), Daniela Simona w Doktor Quinn, Eddiego Macona w Dopaść Ediego, Cliffa Adamsa w Kokainowych wojnach, Jonathana Kenta w serialu Tajemnice Smallville czy Richarda Watsona z Gotowych na wszystko. Oprócz aktorstwa zajmuje się komponowaniem muzyki, czego najlepszym przykładem są utwory w jego wykonaniu w filmie Dopaść Ediego.

## Życiorys

### Wczesne lata
Urodził się w Mount Kisco, w stanie Nowy Jork, jako drugi syn Shirley Conklin i Johna „Jacka” Schneidera III, pilota, który służył w United States Air Force. Wychowywał się ze starszym bratem Robertem. W wieku ośmiu lat występował jako magik dla swoich rówieśników i ich rodzin. Jego rodzice rozwiedli się i gdy miał czternaście lat wyjechał z mamą do miejscowości Atlanta w stanie Georgia, gdzie ukończył North Springs High School. Krótko uczęszczał do Georgia School of High Performance, chcąc stać się kierowcą wyścigowym.

### Kariera
Występował w kilku miejskich produkcjach zarówno teatralnych, jak i filmowych, zanim mając 17 lat zadebiutował na dużym ekranie jako kowboj w scenie zbiorowej komedii sensacyjnej Hala Needhama Mistrz kierownicy ucieka (Smokey and the Bandit, 1977) u boku Burta Reynoldsa i Sally Field. Telewizyjna rola Bo Duke’a w serialu CBS Diukowie Hazzardu (The Dukes of Hazzard, 1979–1985) przyniosła mu sławę i nagrodę TV Land Award 2005. Potem zagrał w dramacie sensacyjnym Dopaść Ediego (Eddie Macon’s Run, 1983) z Kirkiem Douglasem.
W 2001 r. wystąpił w stu odcinkach serialu Tajemnice Smallville (Smallville) jako Jonathan Kent, adoptowany ojciec Clarka Kenta (Tom Welling). W 2010 r. pojawił się w serialu Uczciwy przekręt (Leverage) jako skorumpowany wykonawca muzyki i w kilku odcinkach Gotowe na wszystko (Desperate Housewives) jako wysłany na emeryturę wojskowy i ojciec Keitha Watsona (Brian Austin Green), wątek miłosny Bree Van de Kamp.

## Życie prywatne
16 lipca 1983 poślubił Miss Ameryki 1976 i Miss Nowego Jorku 1975 Tawney Little, lecz w roku 1986 doszło do rozwodu.
11 lipca 1993 ożenił się po raz drugi z Elly Castle, z którą ma trójkę dzieci: dwie córki – Leah i Chasen oraz syna Karisa. 12 grudnia 2014 r., po 21 latach, rozwiedli się.

## Filmografia

### Filmy fabularne
- 1977: Mistrz kierownicy ucieka (Smokey and the Bandit) jako kowboj
- 1983: Dopaść Ediego (Eddie Macon’s Run) jako Eddie Macon
- 1985: Kokainowe wojny (Cocaine Wars) jako agent DEA Cliff Adams
- 1987: Klątwa (The Curse) jako Carl Willis
- 1989: Wyścig armatniej kuli 3 (Speed Zone) jako Donato
- 1994: Ucieczka do Edenu (Exit to Eden) jako Professor Collins
- 1996: Nocne tornado (Night of the Twisters) jako Jack Hatch
- 1997: Prawdziwe kobiety (True Women) jako Sam Houston
- 1999: Michael Landon, ojciec wiem (Michael Landon, the Father I Knew) jako Michael Landon
- 2000: Dzień bałwana (Snow Day) jako Chad Symmonz
- 2006: Ukryte tajemnice (Hidden Secrets) jako Gary Zimmerman
- 2007: Sydney i siedmiu nieudaczników (Sydney White and the Seven Dorks) jako Paul White
- 2009: Nowszy model (The Rebound) jako Trevor
- 2010: Dzikie żądze: Czwórka (Wild Things: Foursome) jako detektyw Frank Walker
- 2011: Flaga mojego ojca (Flag of My Father) jako Daniel
- 2011: Każde życie jest cudem (October Baby) jako Jacob Lawson
- 2012: Jestem Gabriel (I Am Gabriel) jako lekarz
- 2013: Sezon cudów (Season of Miracles) jako trener

### Seriale TV
- 1979–1985: Diukowie Hazzardu (The Dukes of Hazzard) jako Bo Duke
- 1989: Paradise, znaczy raj (Paradise) jako Pat Garrett
- 1993: Doktor Quinn (Dr. Quinn, Medicine Woman) jako Red McCall
- 1994: Christy jako Theodore Harland
- 1994: Uśmiech losu (Second Chances) jako Pete Dyson
- 1994: Prawo Burke’a (Burke’s Law) jako Brett Scanlon
- 1995: Dotyk anioła (Touched by an Angel) jako Frank Littleton
- 1996: Diagnoza morderstwo jako Michael Dern
- 1996: Legendy Kung Fu (Kung Fu: The Legend Continues) jako Latrodect
- 1997–1998: Doktor Quinn (Dr. Quinn, Medicine Woman) jako Daniel Simon
- 1998: JAG (serial telewizyjny) jako sierżant Clyde Morrison
- 1999: Strażnik Teksasu (Walker, Texas Ranger) jako Jacob Crossland
- 1999–2000: Sekrety Weroniki (Veronica’s Closet) jako Tom
- 2000: Łowcy skarbów (Relic Hunter) jako Dallas Carter
- 2000: Diagnoza morderstwo jako Brett Hayward / Eddie Dagabosian
- 2001: Tajemnice Smallville (Smallville) jako Jonathan Kent
- 2001: Życie do poprawki (Twice in a Lifetime) jako kpt. Luke Sellars / Willie
- 2001: Dotyk anioła (Touched by an Angel) jako Joshua Winslow
- 2001: Łowcy skarbów (Relic Hunter) jako Dallas Carter
- 2005: Nowe życie Fran (Living with Fran) jako Tom Martin
- 2006: Bobby kontra wapniaki (King of the Hill) jako Ace (głos)
- 2007: Bez skazy (Nip/Tuck) jako Ram Peters
- 2007: Czeladnik (Journeyman) jako Dennis Armstrong
- 2008: CSI: Kryminalne zagadki Miami jako Charles Brighton
- 2008–2009: Tajemnica Amy (The Secret Life of the American Teenager) jako szeryf Bowman
- 2009: Seks, kasa i kłopoty (Dirty Sexy Money) jako kongresmen Skip Whatley
- 2009: CSI: Kryminalne zagadki Las Vegas jako Mickey Ross
- 2009: Pohamuj entuzjazm (Curb Your Enthusiasm) jako Dennis
- 2009–2010: 90210 jako Jeffrey Sarkossian
- 2010: Fineasz i Ferb (Phineas and Ferb) jako Wilkins Brat Nr 1 (głos)
- 2010: Uczciwy przekręt (Leverage) jako Mitchell Kirkwood
- 2010: Gotowe na wszystko (Desperate Housewives) jako Richard Watson
- 2010: Rozpalić Cleveland (Hot in Cleveland) jako Henry ‘Hank’ Szymborska
- 2010–2013: Lego: Fabryka bohaterów (Hero Factory) jako Preston Stormer (głos)
- 2011: Glee jako ojciec Sama Evansa
- 2012: Szczęśliwi rozwodnicy (Happily Divorced) jako Adam
- 2013: Kochanki (Mistresses) jako Thomas Grey

## Dyskografia

### Albumy
- 1981: „Now or Never”
- 1981: „White Christmas”
- 1982: „Quiet Man”
- 1983: „If You Believe”
- 1984: „Too Good to Stop Now”
- 1985: „Tryin’ to Outrun the Wind”
- 1986: „Take the Long Way Home”
- 1987: „You Ain’t Seen the Last of Me”
- 1987: „Greatest Hits”
- 1996: „Worth the Wait
- 2009: „John’s Acoustic Christmas”
- 2010: „The Promise”
- 2014: „Home for Christmas” (z Tomem Wopatem)

### Single
- 1981: „It’s Now or Never”
- 1981: „In the Driver’s Seat”
- 1981: „Still”
- 1983: „Are You Lonesome Tonight” (z Jill Michaels)
- 1983: „If You Believe”
- 1984: „I’ve Been Around Enough to Know”
- 1985: „Country Girls”
- 1985: „It’s a Short Walk from Heaven to Hell”
- 1985: „I’m Gonna Leave You Tomorrow”
- 1985: „What’s a Memory Like You (Doing in a Love Like This)”
- 1986: „You’re the Last Thing I Needed Tonight”
- 1986: „At the Sound of the Tone”
- 1986: „Take the Long Way Home”
- 1987: „Love, You Ain’t Seen the Last of Me”
- 1987: „When the Right One Comes Along”
- 1987: „If It Was Anyone But You”
- 2010: „The Promise”